# Challenge Cup 2022-2023
Challenge européen de rugby à XV 2022-2023
Navigation
EPCR Challenge Cup 2021-2022 EPCR Challenge Cup 2023-2024
La Challenge Cup 2022-2023 (ou par habitude Challenge européen), oppose pour la saison 2022-2023 vingt deux équipes européennes et sud-africaines de rugby à XV.
Le format de la compétition change une nouvelle fois par rapport aux années précédentes. Ce sont désormais vingt équipes réparties en deux poules de dix qui s'affrontent partiellement sur quatre matchs. La Challenge Cup imite en cela le format de la Champions Cup. Les six premières équipes de chaque poule sont qualifiées pour les 8es de finale. Elles sont rejointes à ce niveau de la compétition par quatre équipes de Champions Cup classées 9e et 10e de leur poule.
Le format est remanié avant le lancement de la saison, étant donné l'éviction des équipes des Wasps et des Worcester Warriors pour cause de difficultés financières.
La compétition se déroule du 9 décembre 2022 au 19 mai 2023. La finale se joue à l'Aviva Stadium de Dublin.

## Présentation

### Équipes en compétition
Vingt équipes accèdent à la compétition lors de la phase de poules, en conséquence - pour dix neuf d'entre elles - de leur non qualification à la Champions Cup durant la saison précédente :
- Les équipes classées de la 9e à la 13e position du Premiership.
- Les équipes de Top 14 non qualifiées pour la Champions Cup, indifféremment maintenues de Top 14 ou promues de Pro D2.
- Les franchises du United Rugby Championship non qualifiées pour la Champions Cup, c'est-à-dire les équipes les moins biens classées au classement général exceptées les équipes premières de poule.

Les clubs qualifiés sont les suivants :
| - Bath Rugby - Bristol Bears - Newcastle Falcons - Worcester Warriors (disqualifié) - Wasps (disqualifié) | - Aviron bayonnais - CA Brive - RC Toulon - Section paloise - Stade français Paris - USA Perpignan | - Benetton Trévise - Cardiff Rugby - Connacht Rugby - Dragons RFC - Glasgow Warriors - Lions - Scarlets - Zebre Parma |

La franchise sud-africaine des Cheetahs, ex membre du Pro 14, est invitée par l'EPCR à participer à l'édition 2022-2023 de la Challenge Cup.
- Cheetahs

### Calendrier
Le 10 mai 2022, l'European Professional Club Rugby annonce les dates prévisionnelles pour la saison 2022-2023. Ces dernières sont officiellement confirmés le 21 juillet.
| Nom                                           | Date                                                                                     | Équipes participantes |
| --------------------------------------------- | ---------------------------------------------------------------------------------------- | --------------------- |
| Phase de poules Tirage au sort : 28 juin 2022 |                                                                                          |                       |
| Journée 1 Journée 2 Journée 3 Journée 4       | 9/10/11 décembre 2022 16/17/18 décembre 2022 13/14/15 janvier 2023 20/21/22 janvier 2023 | 18                    |
| Phase éliminatoire                            |                                                                                          |                       |
| Huitièmes de finale                           | 31 mars 1er/2 avril 2023                                                                 | 16                    |
| Quarts de finale                              | 7/8/9 avril 2023                                                                         | 8                     |
| Demi-finale                                   | 28/29/30 avril 2023                                                                      | 4                     |
| Finale                                        | 19 mai 2023                                                                              | 2                     |

## Phase de poules

### Tirage au sort
Le tirage au sort est effectué à Dublin, le 28 juin 2022 à 13h par l'EPCR.
Les équipes participantes sont réparties en trois chapeaux. Chacun d'eux comporte deux équipes de chaque ligue outre le chapeau 2 qui comprend quatre franchises d'URC et le chapeau 3 qui n'est composé que d'une seule équipe de Premiership, l'autre place étant occupé par les Cheetahs. Ces chapeaux répartissent les clubs en fonction de leur classement d'entrée dans la compétition,.
Durant le tirage au sort, les équipes de chaque catégories (par exemple, chapeau 1 - Premiership) sont réparties en deux poules A et B.
| Chapeau   | Premiership                                        | Top 14                         | United Rugby Championship                           | Invité par l'EPCR |
| --------- | -------------------------------------------------- | ------------------------------ | --------------------------------------------------- | ----------------- |
| Chapeau 1 | Bristol Bears Wasps (disqualifié)                  | RC Toulon Section paloise      | Glasgow Warriors Scarlets                           |                   |
| Chapeau 2 | Newcastle Falcons Worcester Warriors (disqualifié) | Stade français Paris CA Brive  | Connacht Rugby Lions Benetton Trévise Cardiff Rugby |                   |
| Chapeau 3 | Bath Rugby                                         | USA Perpignan Aviron bayonnais | Dragons RFC Zebre Parma                             | Cheetahs          |

### Format et règlement
Une première phase de poules voit les vingt équipes s'affronter entre elles, sur quatre journées. A l'instar de la Champions Cup, chaque équipe en affronte deux autres sur un format aller-retour. Les équipes du chapeau 1 rencontrent les équipes du chapeau 3 tandis que les équipes du chapeau 2 s'affrontent entre elles. Les clubs d'un même championnat ne peuvent pas se rencontrer durant cette phase.
À la suite de difficultés financières, les clubs des Wasps et des Worcester Warriors sont suspendus par la fédération anglaise au cours du mois d'octobre 2022. Les deux équipes sont donc écartées de la compétition et forcent l'EPCR à réorganiser la phase de poules. Le groupe B est réduit à huit équipes. Par conséquent, les adversaires des Wasps et des Worcester Warriors s'affrontent entre eux en matchs aller retour : l'Aviron bayonnais rencontre ainsi le Benetton Trévise tandis que les Lions jouent contre le Dragons RFC.
| Poule A : - Bristol Bears : USA Perpignan, Zebre Parma - Glasgow Warriors : Bath Rugby, USA Perpignan - RC Toulon : Bath Rugby, Zebre Parma - CA Brive : Cardiff Rugby, Connacht Rugby - Newcastle Falcons : Cardiff Rugby, Connacht Rugby - Cardiff Rugby : CA Brive, Newcastle Falcons - Connacht Rugby : CA Brive, Newcastle Falcons - Bath Rugby : Glasgow Warriors, RC Toulon - USA Perpignan : Bristol Bears, Glasgow Warriors - Zebre Parma : Bristol Bears, RC Toulon | Poule B : - Section paloise : Cheetahs, Dragons RFC - Scarlets : Aviron bayonnais, Cheetahs - Benetton Trévise : Stade français Paris, Aviron bayonnais - Lions : Stade français Paris, Dragons RFC - Stade français Paris : Benetton Trévise, Lions - Aviron bayonnais : Benetton Trévise, Scarlets - Cheetahs : Section paloise, Scarlets - Dragons RFC : Section paloise, Lions |

Le classement de la phase de poules est établi sur la base des quatre rencontres effectuées par chacune des équipes. Les six meilleures équipes de chaque poule sont qualifiées en huitièmes de finale et rejointes par quatre clubs reversés de la Champions Cup.
Les classements sont établis en suivant les règles suivantes :
- 4 points de classement pour une victoire ;
- 2 points de classement pour un match nul ;
- 1 point de classement de bonus si l'équipe inscrit 4 essais ou plus ;
- 1 point de classement de bonus si l'équipe perd de 7 points ou moins.

En cas d'égalité au classement entre une ou plusieurs équipes, comptent, dans l'ordre :
1. la meilleure différence de points ;
2. le nombre d'essais inscrits ;
3. le nombre de joueurs suspendus pour des incidents disciplinaires, par ordre croissant.

Si l'égalité est toujours constatée, un tirage au sort est réalisé entre les équipes concernées.

### Matchs et classements
Les matchs de la phase de poule se déroulent durant quatre week-ends du 9 décembre 2022 au 22 janvier 2023.
Légende des classements
- Équipe qualifiée jouant le huitième de finale à domicile
- Équipe qualifiée jouant le huitième de finale à l'extérieur

Légende des résultats
- Victoire de l'équipe à domicile
- Match nul
- Victoire de l'équipe en déplacement

#### Poule A
| Rang | Club              | J | V | N | D | Bo | Bd | Pm  | Pe  | Diff | Pts  |
| ---- | ----------------- | - | - | - | - | -- | -- | --- | --- | ---- | ---- |
| 1    | RC Toulon         | 4 | 4 | 0 | 0 | 3  | 0  | 102 | 56  | +46  | 19   |
| 2    | Glasgow Warriors  | 4 | 3 | 1 | 0 | 2  | 0  | 107 | 82  | +25  | 16   |
| 3    | Cardiff Rugby     | 4 | 3 | 0 | 1 | 3  | 0  | 154 | 57  | +97  | 15   |
| 4    | Bristol Bears     | 4 | 4 | 0 | 0 | 3  | 0  | 121 | 54  | +67  | 14-5 |
| 5    | Connacht          | 4 | 3 | 0 | 1 | 2  | 0  | 135 | 72  | +63  | 14   |
| 6    | CA Brive          | 4 | 1 | 0 | 3 | 1  | 1  | 66  | 157 | -91  | 6    |
| 7    | Newcastle Falcons | 4 | 1 | 0 | 3 | 1  | 0  | 63  | 132 | -69  | 5    |
| 8    | Bath Rugby        | 4 | 0 | 1 | 3 | 0  | 1  | 68  | 105 | -37  | 3    |
| 9    | USA Perpignan     | 4 | 0 | 0 | 4 | 1  | 0  | 68  | 118 | -50  | 1    |
| 10   | Zebre Parma       | 4 | 0 | 0 | 4 | 0  | 1  | 56  | 107 | -51  | 1    |

| Résultats (▼dom., ►ext.) | BRI   | GLA   | TOU   | BAT   | PER   | ZEB   |
| Bristol Bears            | —     | —     | —     | —     | 33-19 | 35-19 |
| RC Toulon                | —     | —     | —     | 29-7  | —     | 14-5  |
| Glasgow Warriors         | —     | —     | —     | 19-19 | 26-18 | —     |
| Bath Rugby               | —     | 19-22 | 23-35 | —     | —     | —     |
| USA Perpignan            | 5-19  | 26-40 | —     | —     | —     | —     |
| Zebre Parma              | 11-34 | —     | 21-24 | —     | —     | —     |

| Résultats (▼dom., ►ext.) | BRI  | CAR   | CON   | NEW   |
| CA Brive                 | —    | 37-24 | 24-31 | —     |
| Cardiff Rugby            | 41-0 | —     | —     | 42-10 |
| Connacht Rugby           | 61-5 | —     | —     | 22-8  |
| Newcastle Falcons        | —    | 10-47 | 35-21 | —     |

#### Poule B
| Rang | Club                 | J | V | N | D | Bo | Bd | Pm  | Pe  | Diff | Pts |
| ---- | -------------------- | - | - | - | - | -- | -- | --- | --- | ---- | --- |
| 1    | Scarlets             | 4 | 4 | 0 | 0 | 2  | 0  | 124 | 57  | +67  | 18  |
| 2    | Benetton Trévise     | 4 | 3 | 0 | 1 | 3  | 0  | 120 | 70  | +50  | 15  |
| 3    | Lions                | 4 | 2 | 1 | 1 | 2  | 0  | 98  | 85  | +13  | 12  |
| 4    | Stade français Paris | 4 | 2 | 0 | 2 | 1  | 1  | 85  | 86  | -1   | 10  |
| 5    | Dragons RFC          | 4 | 1 | 1 | 2 | 2  | 2  | 98  | 103 | -5   | 10  |
| 6    | Cheetahs             | 4 | 2 | 0 | 2 | 1  | 1  | 73  | 87  | -14  | 10  |
| 7    | Section paloise      | 4 | 1 | 0 | 3 | 0  | 2  | 64  | 72  | -8   | 6   |
| 8    | Aviron bayonnais     | 4 | 0 | 0 | 4 | 0  | 0  | 28  | 130 | -102 | 0   |

| Résultats (▼dom., ►ext.) | PAU   | SCA   | BAY  | DRA   | CHE   | BEN   | LIO   | SFR   |
| Section paloise          | —     | —     | —    | 15-21 | 16-21 | —     | —     | —     |
| Scarlets                 | —     | —     | 39-7 | —     | 20-17 | —     | —     | —     |
| Aviron bayonnais         | —     | 7-20  | —    | —     | —     | 7-45  | —     | —     |
| Dragons RFC              | 21-27 | —     | —    | —     | —     | —     | 25-30 | —     |
| Cheetahs                 | 9-6   | 26-45 | —    | —     | —     | —     | —     | —     |
| Benetton Trévise         | —     | —     | 26-7 | —     | —     | —     | —     | 35-32 |
| Lions                    | —     | —     | —    | 31-31 | —     | —     | —     | 30-12 |
| Stade français Paris     | —     | —     | —    | —     | —     | 24-14 | 17-7  | —     |

## Phase éliminatoire
La phase éliminatoire débute le week-end du 1er avril 2023 par des huitièmes de finale entre les seize équipes qualifiées. Les six meilleures équipes de chaque poule sont rejointes par quatre équipes reversées de Champions Cup.
Les quatre meilleures équipes de chaque poule de Challenge Cup ont l'avantage de jouer à domicile les huitièmes de finale de la façon suivante.
- Les équipes classées premières reçoivent l'équipe classée sixième de l'autre poule de Challenge Cup.
- Les équipes classées deuxièmes reçoivent l'équipe classée cinquième de l'autre poule de Challenge Cup.
- L'équipe classée troisième de la poule A reçoit l'équipe classée dixième de la poule B de Champions Cup.
- L'équipe classée troisième de la poule B reçoit l'équipe classée dixième de la poule A de Champions Cup.
- L'équipe classée quatrième de la poule A reçoit l'équipe classée neuvième de la poule B de Champions Cup.
- L'équipe classée quatrième de la poule B reçoit l'équipe classée neuvième de la poule A de Champions Cup.

| Rang | Club      | Pts | Diff |
| ---- | --------- | --- | ---- |
| 9    | Lyon OU   | 8   | -10  |
| 10   | Racing 92 | 5   | -59  |

| Rang | Club         | Pts | Diff |
| ---- | ------------ | --- | ---- |
| 9    | ASM Clermont | 6   | -26  |
| 10   | Sale Sharks  | 5   | -20  |

### Tableau final
|  | Huitièmes de finale                                  | Huitièmes de finale                 | Huitièmes de finale                              | Huitièmes de finale                 |                  |                  | Quarts de finale                  | Quarts de finale                  | Quarts de finale                  | Quarts de finale                  |  |  | Demi-finales                       | Demi-finales                       | Demi-finales                       | Demi-finales                       |  |  | Finale                             | Finale                             | Finale                             | Finale                             |
|  |                                                      |                                     |                                                  |                                     |                  |                  |                                   |                                   |                                   |                                   |  |  |                                    |                                    |                                    |                                    |  |  |                                    |                                    |                                    |                                    |
|  | 1er avril 2023, Stade Mayol, Toulon                  | 1er avril 2023, Stade Mayol, Toulon | 1er avril 2023, Stade Mayol, Toulon              | 1er avril 2023, Stade Mayol, Toulon |                  |                  | 8 avril 2023, Stade Mayol, Toulon | 8 avril 2023, Stade Mayol, Toulon | 8 avril 2023, Stade Mayol, Toulon | 8 avril 2023, Stade Mayol, Toulon |  |  | 30 avril 2023, Stade Mayol, Toulon | 30 avril 2023, Stade Mayol, Toulon | 30 avril 2023, Stade Mayol, Toulon | 30 avril 2023, Stade Mayol, Toulon |  |  | 19 mai 2023, Aviva Stadium, Dublin | 19 mai 2023, Aviva Stadium, Dublin | 19 mai 2023, Aviva Stadium, Dublin | 19 mai 2023, Aviva Stadium, Dublin |
|  | RC Toulon                                            | RC Toulon                           | 36                                               | 36                                  |                  |                  | 8 avril 2023, Stade Mayol, Toulon | 8 avril 2023, Stade Mayol, Toulon | 8 avril 2023, Stade Mayol, Toulon | 8 avril 2023, Stade Mayol, Toulon |  |  | 30 avril 2023, Stade Mayol, Toulon | 30 avril 2023, Stade Mayol, Toulon | 30 avril 2023, Stade Mayol, Toulon | 30 avril 2023, Stade Mayol, Toulon |  |  | 19 mai 2023, Aviva Stadium, Dublin | 19 mai 2023, Aviva Stadium, Dublin | 19 mai 2023, Aviva Stadium, Dublin | 19 mai 2023, Aviva Stadium, Dublin |
|  | RC Toulon                                            | RC Toulon                           | 36                                               | 36                                  |                  |                  | 8 avril 2023, Stade Mayol, Toulon | 8 avril 2023, Stade Mayol, Toulon | 8 avril 2023, Stade Mayol, Toulon | 8 avril 2023, Stade Mayol, Toulon |  |  | 30 avril 2023, Stade Mayol, Toulon | 30 avril 2023, Stade Mayol, Toulon | 30 avril 2023, Stade Mayol, Toulon | 30 avril 2023, Stade Mayol, Toulon |  |  | 19 mai 2023, Aviva Stadium, Dublin | 19 mai 2023, Aviva Stadium, Dublin | 19 mai 2023, Aviva Stadium, Dublin | 19 mai 2023, Aviva Stadium, Dublin |
|  | Cheetahs                                             | Cheetahs                            | 21                                               | 21                                  |                  |                  | 8 avril 2023, Stade Mayol, Toulon | 8 avril 2023, Stade Mayol, Toulon | 8 avril 2023, Stade Mayol, Toulon | 8 avril 2023, Stade Mayol, Toulon |  |  | 30 avril 2023, Stade Mayol, Toulon | 30 avril 2023, Stade Mayol, Toulon | 30 avril 2023, Stade Mayol, Toulon | 30 avril 2023, Stade Mayol, Toulon |  |  | 19 mai 2023, Aviva Stadium, Dublin | 19 mai 2023, Aviva Stadium, Dublin | 19 mai 2023, Aviva Stadium, Dublin | 19 mai 2023, Aviva Stadium, Dublin |
|  | Cheetahs                                             | Cheetahs                            | 21                                               | 21                                  | RC Toulon        | RC Toulon        | 48                                | 48                                |                                   |                                   |  |  | 30 avril 2023, Stade Mayol, Toulon | 30 avril 2023, Stade Mayol, Toulon | 30 avril 2023, Stade Mayol, Toulon | 30 avril 2023, Stade Mayol, Toulon |  |  | 19 mai 2023, Aviva Stadium, Dublin | 19 mai 2023, Aviva Stadium, Dublin | 19 mai 2023, Aviva Stadium, Dublin | 19 mai 2023, Aviva Stadium, Dublin |
|  | 1er avril 2023, Stade Jean-Bouin, Paris              |                                     |                                                  |                                     | RC Toulon        | RC Toulon        | 48                                | 48                                |                                   |                                   |  |  | 30 avril 2023, Stade Mayol, Toulon | 30 avril 2023, Stade Mayol, Toulon | 30 avril 2023, Stade Mayol, Toulon | 30 avril 2023, Stade Mayol, Toulon |  |  | 19 mai 2023, Aviva Stadium, Dublin | 19 mai 2023, Aviva Stadium, Dublin | 19 mai 2023, Aviva Stadium, Dublin | 19 mai 2023, Aviva Stadium, Dublin |
|  |                                                      |                                     | Lyon OU                                          | Lyon OU                             | 23               | 23               |                                   |                                   |                                   |                                   |  |  | 30 avril 2023, Stade Mayol, Toulon | 30 avril 2023, Stade Mayol, Toulon | 30 avril 2023, Stade Mayol, Toulon | 30 avril 2023, Stade Mayol, Toulon |  |  | 19 mai 2023, Aviva Stadium, Dublin | 19 mai 2023, Aviva Stadium, Dublin | 19 mai 2023, Aviva Stadium, Dublin | 19 mai 2023, Aviva Stadium, Dublin |
|  | Stade français Paris                                 | Stade français Paris                | Lyon OU                                          | Lyon OU                             | 23               | 23               | 24                                | 24                                |                                   |                                   |  |  | 30 avril 2023, Stade Mayol, Toulon | 30 avril 2023, Stade Mayol, Toulon | 30 avril 2023, Stade Mayol, Toulon | 30 avril 2023, Stade Mayol, Toulon |  |  | 19 mai 2023, Aviva Stadium, Dublin | 19 mai 2023, Aviva Stadium, Dublin | 19 mai 2023, Aviva Stadium, Dublin | 19 mai 2023, Aviva Stadium, Dublin |
|  | Stade français Paris                                 | Stade français Paris                | 8 avril 2023, Stadio Comunale di Monigo, Trévise |                                     |                  |                  | 24                                | 24                                |                                   |                                   |  |  | 30 avril 2023, Stade Mayol, Toulon | 30 avril 2023, Stade Mayol, Toulon | 30 avril 2023, Stade Mayol, Toulon | 30 avril 2023, Stade Mayol, Toulon |  |  | 19 mai 2023, Aviva Stadium, Dublin | 19 mai 2023, Aviva Stadium, Dublin | 19 mai 2023, Aviva Stadium, Dublin | 19 mai 2023, Aviva Stadium, Dublin |
|  | Lyon OU                                              | Lyon OU                             | 41                                               | 41                                  |                  |                  |                                   |                                   |                                   |                                   |  |  | 30 avril 2023, Stade Mayol, Toulon | 30 avril 2023, Stade Mayol, Toulon | 30 avril 2023, Stade Mayol, Toulon | 30 avril 2023, Stade Mayol, Toulon |  |  | 19 mai 2023, Aviva Stadium, Dublin | 19 mai 2023, Aviva Stadium, Dublin | 19 mai 2023, Aviva Stadium, Dublin | 19 mai 2023, Aviva Stadium, Dublin |
|  | Lyon OU                                              | Lyon OU                             | 41                                               | 41                                  | RC Toulon        | RC Toulon        | 23                                | 23                                |                                   |                                   |  |  |                                    |                                    |                                    |                                    |  |  | 19 mai 2023, Aviva Stadium, Dublin | 19 mai 2023, Aviva Stadium, Dublin | 19 mai 2023, Aviva Stadium, Dublin | 19 mai 2023, Aviva Stadium, Dublin |
|  | 1er avril 2023, Stadio Comunale di Monigo, Trévise   |                                     |                                                  |                                     | RC Toulon        | RC Toulon        | 23                                | 23                                |                                   |                                   |  |  |                                    |                                    |                                    |                                    |  |  | 19 mai 2023, Aviva Stadium, Dublin | 19 mai 2023, Aviva Stadium, Dublin | 19 mai 2023, Aviva Stadium, Dublin | 19 mai 2023, Aviva Stadium, Dublin |
|  |                                                      |                                     | Benetton Trévise                                 | Benetton Trévise                    | 0                | 0                |                                   |                                   |                                   |                                   |  |  |                                    |                                    |                                    |                                    |  |  | 19 mai 2023, Aviva Stadium, Dublin | 19 mai 2023, Aviva Stadium, Dublin | 19 mai 2023, Aviva Stadium, Dublin | 19 mai 2023, Aviva Stadium, Dublin |
|  | Benetton Trévise                                     | Benetton Trévise                    | Benetton Trévise                                 | Benetton Trévise                    | 0                | 0                | 41                                | 41                                |                                   |                                   |  |  |                                    |                                    |                                    |                                    |  |  | 19 mai 2023, Aviva Stadium, Dublin | 19 mai 2023, Aviva Stadium, Dublin | 19 mai 2023, Aviva Stadium, Dublin | 19 mai 2023, Aviva Stadium, Dublin |
|  | Benetton Trévise                                     | Benetton Trévise                    | 29 avril 2023, Parc y Scarlets, Llanelli         |                                     |                  |                  | 41                                | 41                                |                                   |                                   |  |  |                                    |                                    |                                    |                                    |  |  | 19 mai 2023, Aviva Stadium, Dublin | 19 mai 2023, Aviva Stadium, Dublin | 19 mai 2023, Aviva Stadium, Dublin | 19 mai 2023, Aviva Stadium, Dublin |
|  | Connacht Rugby                                       | Connacht Rugby                      | 19                                               | 19                                  |                  |                  |                                   |                                   |                                   |                                   |  |  |                                    |                                    |                                    |                                    |  |  | 19 mai 2023, Aviva Stadium, Dublin | 19 mai 2023, Aviva Stadium, Dublin | 19 mai 2023, Aviva Stadium, Dublin | 19 mai 2023, Aviva Stadium, Dublin |
|  | Connacht Rugby                                       | Connacht Rugby                      | 19                                               | 19                                  | Benetton Trévise | Benetton Trévise | 27                                | 27                                |                                   |                                   |  |  |                                    |                                    |                                    |                                    |  |  | 19 mai 2023, Aviva Stadium, Dublin | 19 mai 2023, Aviva Stadium, Dublin | 19 mai 2023, Aviva Stadium, Dublin | 19 mai 2023, Aviva Stadium, Dublin |
|  | 1er avril 2023, Cardiff Arms Park, Cardiff           |                                     |                                                  |                                     | Benetton Trévise | Benetton Trévise | 27                                | 27                                |                                   |                                   |  |  |                                    |                                    |                                    |                                    |  |  | 19 mai 2023, Aviva Stadium, Dublin | 19 mai 2023, Aviva Stadium, Dublin | 19 mai 2023, Aviva Stadium, Dublin | 19 mai 2023, Aviva Stadium, Dublin |
|  |                                                      |                                     | Cardiff Rugby                                    | Cardiff Rugby                       | 23               | 23               |                                   |                                   |                                   |                                   |  |  |                                    |                                    |                                    |                                    |  |  | 19 mai 2023, Aviva Stadium, Dublin | 19 mai 2023, Aviva Stadium, Dublin | 19 mai 2023, Aviva Stadium, Dublin | 19 mai 2023, Aviva Stadium, Dublin |
|  | Cardiff Rugby                                        | Cardiff Rugby                       | Cardiff Rugby                                    | Cardiff Rugby                       | 23               | 23               | 28                                | 28                                |                                   |                                   |  |  |                                    |                                    |                                    |                                    |  |  | 19 mai 2023, Aviva Stadium, Dublin | 19 mai 2023, Aviva Stadium, Dublin | 19 mai 2023, Aviva Stadium, Dublin | 19 mai 2023, Aviva Stadium, Dublin |
|  | Cardiff Rugby                                        | Cardiff Rugby                       | 7 avril 2023, Parc y Scarlets, Llanelli          |                                     |                  |                  | 28                                | 28                                |                                   |                                   |  |  |                                    |                                    |                                    |                                    |  |  | 19 mai 2023, Aviva Stadium, Dublin | 19 mai 2023, Aviva Stadium, Dublin | 19 mai 2023, Aviva Stadium, Dublin | 19 mai 2023, Aviva Stadium, Dublin |
|  | Sale Sharks                                          | Sale Sharks                         | 27                                               | 27                                  |                  |                  |                                   |                                   |                                   |                                   |  |  |                                    |                                    |                                    |                                    |  |  | 19 mai 2023, Aviva Stadium, Dublin | 19 mai 2023, Aviva Stadium, Dublin | 19 mai 2023, Aviva Stadium, Dublin | 19 mai 2023, Aviva Stadium, Dublin |
|  | Sale Sharks                                          | Sale Sharks                         | 27                                               | 27                                  | RC Toulon        | RC Toulon        | 43                                | 43                                |                                   |                                   |  |  |                                    |                                    |                                    |                                    |  |  |                                    |                                    |                                    |                                    |
|  | 31 mars 2023, Parc y Scarlets, Llanelli              |                                     |                                                  |                                     | RC Toulon        | RC Toulon        | 43                                | 43                                |                                   |                                   |  |  |                                    |                                    |                                    |                                    |  |  |                                    |                                    |                                    |                                    |
|  |                                                      |                                     | Glasgow Warriors                                 | Glasgow Warriors                    | 19               | 19               |                                   |                                   |                                   |                                   |  |  |                                    |                                    |                                    |                                    |  |  |                                    |                                    |                                    |                                    |
|  | Scarlets                                             | Scarlets                            | Glasgow Warriors                                 | Glasgow Warriors                    | 19               | 19               | 19                                | 19                                |                                   |                                   |  |  |                                    |                                    |                                    |                                    |  |  |                                    |                                    |                                    |                                    |
|  | Scarlets                                             | Scarlets                            |                                                  |                                     |                  |                  |                                   | 19                                |                                   |                                   |  |  |                                    |                                    |                                    |                                    |  |  |                                    |                                    |                                    |                                    |
|  | CA Brive                                             | CA Brive                            | 7                                                | 7                                   |                  |                  |                                   |                                   |                                   |                                   |  |  |                                    |                                    |                                    |                                    |  |  |                                    |                                    |                                    |                                    |
|  | CA Brive                                             | CA Brive                            | 7                                                | 7                                   | Scarlets         | Scarlets         | 32                                | 32                                |                                   |                                   |  |  |                                    |                                    |                                    |                                    |  |  |                                    |                                    |                                    |                                    |
|  | 31 mars 2023, Ashton Gate, Bristol                   |                                     |                                                  |                                     | Scarlets         | Scarlets         | 32                                | 32                                |                                   |                                   |  |  |                                    |                                    |                                    |                                    |  |  |                                    |                                    |                                    |                                    |
|  |                                                      |                                     | ASM Clermont                                     | ASM Clermont                        | 30               | 30               |                                   |                                   |                                   |                                   |  |  |                                    |                                    |                                    |                                    |  |  |                                    |                                    |                                    |                                    |
|  | Bristol Bears                                        | Bristol Bears                       | ASM Clermont                                     | ASM Clermont                        | 30               | 30               | 26                                | 26                                |                                   |                                   |  |  |                                    |                                    |                                    |                                    |  |  |                                    |                                    |                                    |                                    |
|  | Bristol Bears                                        | Bristol Bears                       | 8 avril 2023, Scotstoun Stadium, Glasgow         |                                     |                  |                  | 26                                | 26                                |                                   |                                   |  |  |                                    |                                    |                                    |                                    |  |  |                                    |                                    |                                    |                                    |
|  | ASM Clermont                                         | ASM Clermont                        | 33                                               | 33                                  |                  |                  |                                   |                                   |                                   |                                   |  |  |                                    |                                    |                                    |                                    |  |  |                                    |                                    |                                    |                                    |
|  | ASM Clermont                                         | ASM Clermont                        | 33                                               | 33                                  | Scarlets         | Scarlets         | 17                                | 17                                |                                   |                                   |  |  |                                    |                                    |                                    |                                    |  |  |                                    |                                    |                                    |                                    |
|  | 1er avril 2023, Scotstoun Stadium, Glasgow           |                                     |                                                  |                                     | Scarlets         | Scarlets         | 17                                | 17                                |                                   |                                   |  |  |                                    |                                    |                                    |                                    |  |  |                                    |                                    |                                    |                                    |
|  |                                                      |                                     | Glasgow Warriors                                 | Glasgow Warriors                    | 35               | 35               |                                   |                                   |                                   |                                   |  |  |                                    |                                    |                                    |                                    |  |  |                                    |                                    |                                    |                                    |
|  | Glasgow Warriors                                     | Glasgow Warriors                    | Glasgow Warriors                                 | Glasgow Warriors                    | 35               | 35               | 73                                | 73                                |                                   |                                   |  |  |                                    |                                    |                                    |                                    |  |  |                                    |                                    |                                    |                                    |
|  | Glasgow Warriors                                     | Glasgow Warriors                    |                                                  |                                     |                  |                  |                                   | 73                                |                                   |                                   |  |  |                                    |                                    |                                    |                                    |  |  |                                    |                                    |                                    |                                    |
|  | Dragons RFC                                          | Dragons RFC                         | 33                                               | 33                                  |                  |                  |                                   |                                   |                                   |                                   |  |  |                                    |                                    |                                    |                                    |  |  |                                    |                                    |                                    |                                    |
|  | Dragons RFC                                          | Dragons RFC                         | 33                                               | 33                                  | Glasgow Warriors | Glasgow Warriors | 31                                | 31                                |                                   |                                   |  |  |                                    |                                    |                                    |                                    |  |  |                                    |                                    |                                    |                                    |
|  | 1er avril 2023, Emirates Airlines Park, Johannesburg |                                     |                                                  |                                     | Glasgow Warriors | Glasgow Warriors | 31                                | 31                                |                                   |                                   |  |  |                                    |                                    |                                    |                                    |  |  |                                    |                                    |                                    |                                    |
|  |                                                      |                                     | Lions                                            | Lions                               | 21               | 21               |                                   |                                   |                                   |                                   |  |  |                                    |                                    |                                    |                                    |  |  |                                    |                                    |                                    |                                    |
|  | Lions                                                | Lions                               | Lions                                            | Lions                               | 21               | 21               | 51                                | 51                                |                                   |                                   |  |  |                                    |                                    |                                    |                                    |  |  |                                    |                                    |                                    |                                    |
|  | Lions                                                | Lions                               |                                                  |                                     |                  |                  |                                   | 51                                |                                   |                                   |  |  |                                    |                                    |                                    |                                    |  |  |                                    |                                    |                                    |                                    |
|  | Racing 92                                            | Racing 92                           | 28                                               | 28                                  |                  |                  |                                   |                                   |                                   |                                   |  |  |                                    |                                    |                                    |                                    |  |  |                                    |                                    |                                    |                                    |
|  | Racing 92                                            | Racing 92                           | 28                                               | 28                                  |                  |                  |                                   |                                   |                                   |                                   |  |  |                                    |                                    |                                    |                                    |  |  |                                    |                                    |                                    |                                    |
|  |                                                      |                                     |                                                  |                                     |                  |                  |                                   |                                   |                                   |                                   |  |  |                                    |                                    |                                    |                                    |  |  |                                    |                                    |                                    |                                    |

### Huitièmes de finale
Les huitièmes de finale se jouent en une manche le week-end du 1er avril 2023. Les équipes les mieux classées lors de la phase de poule jouent à domicile.
| Club                 | Score   | Club           |
| -------------------- | ------- | -------------- |
| RC Toulon            | 36 - 21 | Cheetahs       |
| Stade Français Paris | 24 - 41 | Lyon OU        |
| Benetton Trévise     | 41 - 19 | Connacht Rugby |
| Cardiff Rugby        | 28 - 27 | Sale Sharks    |
| Scarlets             | 19 - 7  | CA Brive       |
| Bristol Bears        | 26 - 33 | ASM Clermont   |
| Glasgow Warriors     | 73 - 33 | Dragons RFC    |
| Lions                | 51 - 28 | Racing 92      |

### Quarts de finale
Les quarts de finale se jouent en une manche le week-end du 8 avril 2023. Les équipes les mieux classées lors de la phase de poule jouent à domicile.
| Club             | Score   | Club          |
| ---------------- | ------- | ------------- |
| RC Toulon        | 48 - 23 | Lyon OU       |
| Benetton Trévise | 27 - 23 | Cardiff Rugby |
| Scarlets         | 32 - 30 | ASM Clermont  |
| Glasgow Warriors | 31 - 21 | Lions         |

### Demi-finales
Les demi-finales se jouent en une manche le week-end du 29 avril 2023. Les équipes les mieux classées lors de la phase de poule jouent à domicile.
| 7 avril 2023 18 h 30 | Scarlets | 17 - 35 (14 - 7) | Glasgow Warriors | Parc y Scarlets, Llanelli 13 077 spectateurs Arbitre : Mathieu Raynal |
| 7 avril 2023 18 h 30 | Essai(s) : 1 Evans (31e) Pénalité(s) : 4 Costelow (24e, 28e, 40e, 46e) Carton(s) jaune(s) : 1 Wainwright (41e) | Rapport          | Essai(s) : 5 McDowall (2e, 79e), Horne (43e), Matthews (50e), Darge (56e) Transformation(s) : 5 Horne (4e, 43e, 51e, 57e, 80e) | Parc y Scarlets, Llanelli 13 077 spectateurs Arbitre : Mathieu Raynal |
| 7 avril 2023 18 h 30 | | Rapport          | | Parc y Scarlets, Llanelli 13 077 spectateurs Arbitre : Mathieu Raynal |

| 30 avril 2023 13 h 30 | RC Toulon | 23 - 0 (17 - 0) | Benetton Trévise                   | Stade Félix-Mayol, Toulon 17 033 spectateurs Arbitre : Karl Dickson |
| 30 avril 2023 13 h 30 | Essai(s) : 2 Paia'aua (4e), Gigashvili (17e) Transformation(s) : 2 Biggar (5e, 18e) Pénalité(s) : 3 Biggar (13e, 42e, 46e) Carton(s) rouge(s) : 1 Ollivon (6e) | Rapport         | Carton(s) jaune(s) : 1 Maile (41e) | Stade Félix-Mayol, Toulon 17 033 spectateurs Arbitre : Karl Dickson |
| 30 avril 2023 13 h 30 | | Rapport         |                                    | Stade Félix-Mayol, Toulon 17 033 spectateurs Arbitre : Karl Dickson |

### Finale
La finale se joue le vendredi 19 mai 2023 à l'Aviva Stadium, à Dublin.
| Finale 19 mai 2023 21 h 00 | Glasgow Warriors                                                                        | 19 - 43 (0 - 21) | RC Toulon | Aviva Stadium, Dublin 31 514 spectateurs Arbitre : Wayne Barnes |
| Finale 19 mai 2023 21 h 00 | Essai(s) : 3 Steyn (55e, 73e), Cancelliere (68e) Transformation(s) : 2 Horne (56e, 74e) | Rapport          | Essai(s) : 6 Serin (4e, 24e), Parisse (17e), Wainiqolo (57e), Nayacalevu (63e), West (77e Transformation(s) : 5 Serin (5e, 18e, 26e), Paillaugue (64e, 79e) Pénalité(s) : 1 Paillaugue (50e) | Aviva Stadium, Dublin 31 514 spectateurs Arbitre : Wayne Barnes |
| Finale 19 mai 2023 21 h 00 |                                                                                         | Rapport          | | Aviva Stadium, Dublin 31 514 spectateurs Arbitre : Wayne Barnes |

## Statistiques et prix

### Meilleurs réalisateurs
| Rang | Joueur           | Club             | Essais | Transf. | Pén. | Drops | Points |
| ---- | ---------------- | ---------------- | ------ | ------- | ---- | ----- | ------ |
| 1    | Sam Costelow     | Scarlets         | 1      | 12      | 11   | -     | 62     |
| 2    | Rhys Priestland  | Cardiff Rugby    | 2      | 16      | 5    | -     | 57     |
| 3    | George Horne     | Glasgow Warriors | 2      | 19      | 1    | -     | 51     |
| 5    | Dan Biggar       | RC Toulon        | -      | 9       | 7    | -     | 39     |
| 5    | AJ MacGinty      | Bristol Bears    | -      | 13      | 4    | -     | 38     |
| 6    | Jacob Umaga      | Benetton Trévise | -      | 9       | 6    | -     | 36     |
| 7    | Johnny Matthews  | Glasgow Warriors | 7      | -       | -    | -     | 35     |
| 8    | Jiuta Wainiqolo  | RC Toulon        | 7      | -       | -    | -     | 35     |
| 9    | Jordan Hendrikse | Lions            | -      | 5       | 8    | -     | 34     |
| 10   | Josh Adams       | Cardiff Rugby    | 6      |         |      |       | 30     |
| 10   | Steff Evans      | Scarlets         | 6      | -       | -    | -     | 30     |

### Meilleurs marqueurs
| Rang | Joueur               | Club              | Essais |
| ---- | -------------------- | ----------------- | ------ |
| 1    | Johnny Matthews      | Glasgow Warriors  | 7      |
| 1    | Jiuta Wainiqolo      | RC Toulon         | 7      |
| 3    | Josh Adams           | Cardiff Rugby     | 6      |
| 3    | Steff Evans          | Scarlets          | 6      |
| 5    | Rhyno Smith          | Benetton Trévise  | 5      |
| 6    | Finlay Bealham       | Connacht Rugby    | 4      |
| 6    | Kévin Fabien         | CA Brive          | 4      |
| 6    | Kyle Steyn           | Glasgow Warriors  | 4      |
| 6    | Edwill van der Merwe | Lions             | 4      |
| 10   | Plusieurs joueurs    | Plusieurs joueurs | 3      |